# Môcovská dolina

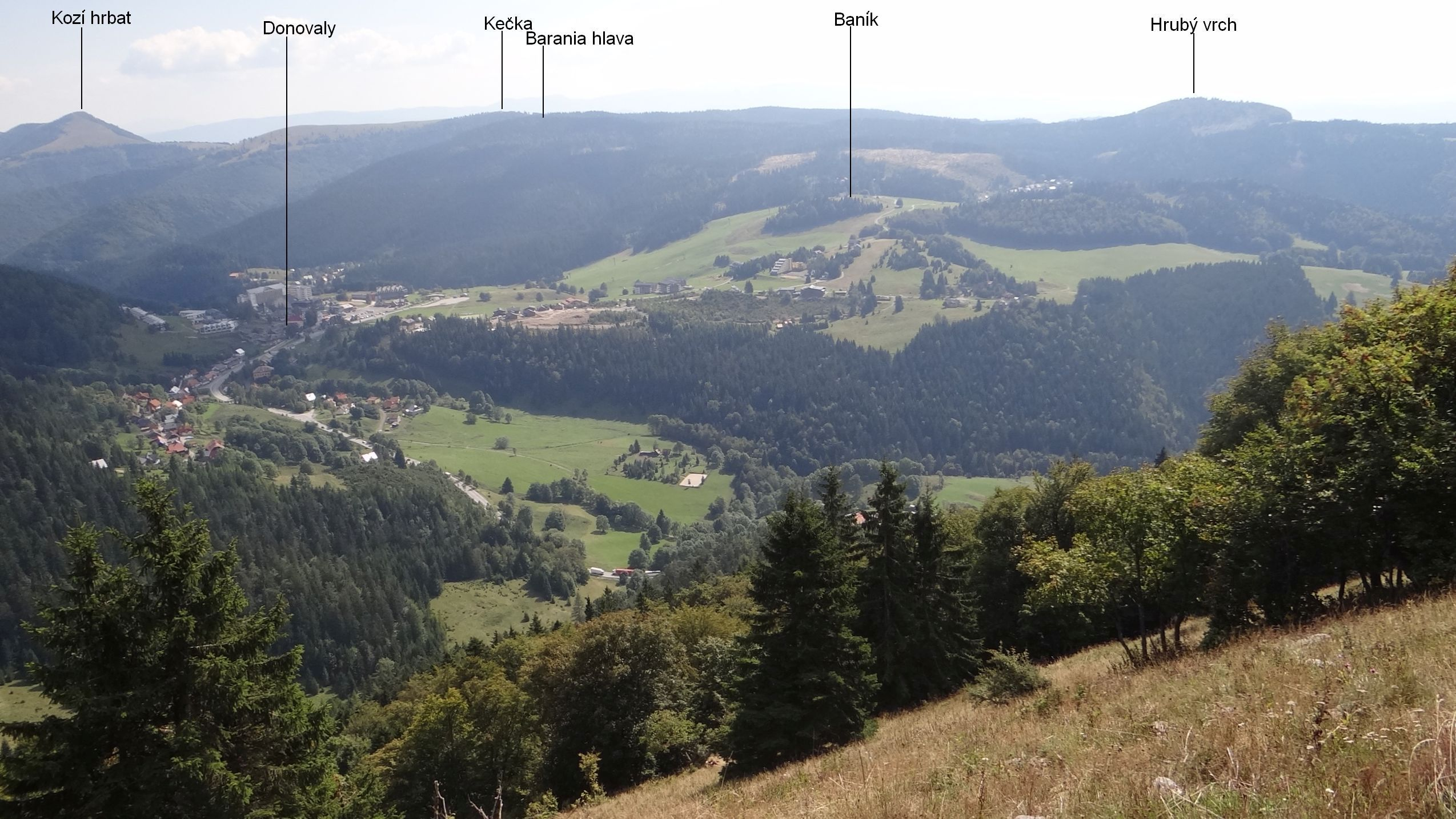
Niepodpisana Môcovská dolina pomiędzy szczytami Baník i Hrubý vrch

Môcovská dolina – dolina w Starohorskich Wierchach na Słowacji. Jest lewym odgałęzieniem Doliny Starohorskiej (Starohorská dolina). Ma wylot na wysokości około 840 m w osadzie Jergaly należącej do miejscowości Motyčky. Orograficznie lewe zbocza doliny tworzy grzbiet Hrubego vrchu (1169 m) i Bukovec (1061 m), prawe Baník. 
Jest to kręta dolina, na znacznej długości tworząca wąwóz o kamienistych i urwistych zboczach. Znajdują się w nich trzy jaskinie, największa z nich to Jaskyňa Môce. Dnem doliny spływa potok uchodzący do Starohorskiego Potoku (Starohorský potok). Ma jeden niewielki dopływ. W miejscu ujścia tego dopływu w niewielkiej kotlince znajduje się osiedle domków Môce. Poza tym dolinę w większości porasta las. W jej górnej części znajduje się skrzyżowanie szlaków turystycznych Pri javore.
Dnem doliny nie poprowadzono żadnego szlaku turystycznego, ale do osiedla Môce prowadzi z Jergale droga, a powyżej osiedla do skrzyżowania Pri javore droga gruntowa i ścieżka. Cała dolina znajduje się poza obszarami podlegającymi prawnej ochronie przyrodniczej.